# 岩波講座世界歴史
岩波講座世界歴史（いわなみこうざせかいれきし）は、岩波書店から刊行された歴史学（世界史）に関する叢書。原始・古代から現代にいたる世界の全歴史をカバーし、岩波講座シリーズの一つをなしている。これまでに同名のシリーズが3回刊行されている。

## 概要
多数の研究者が書き下ろした専門的な内容の論文を時代別・テーマ別に並べて各巻を構成し、全体で世界の原始・古代から現代までをカバーする形式の、いわゆる「講座もの」の叢書である。編集委員会が時代およびテーマを設定して各執筆者に振り分け、出来上がった原稿をチェックして刊行される。一般向けの啓蒙書（全体的な概説や通史）というよりは、大学生以上の専門的歴史研究者や高等学校などの歴史担当教員を読者として想定した、各時代の個別のテーマに関する概説的論文が中心となって収録されている。
編集・印刷が完了した巻から順次刊行を行うので、必ずしも各巻の巻数が刊行された順とはならない。第1次・第2次シリーズでも、著名な研究者・文化人等が書いた小文を収めた別刷りである月報を各巻の付録としている。「月報」は各巻の刊行順に番号を付けている。

## 第1次シリーズ（1969年 - 1971年）
1969年から1971年にかけて刊行された。全31巻（本編29巻、別巻および総目次・総索引）からなる。これは岩波講座のなかで、一つのシリーズとしてはもっとも多い刊行点数である。別巻では、「現代歴史学の課題」として「歴史意識の展開」、「歴史学の理論と方法」、「日本近代史学の再検討」を取り扱う。
時代区分としては、古代・中世・近代・現代を用いている。古代1～6巻でオリエント・地中海・南アジア・東アジア・内陸アジアの各地域世界の形成、中世1～7巻でヨーロッパ・西アジア・南アジア・東アジア・内陸アジアの各地域世界の展開、近代1～10巻でヨーロッパから世界へ広がる近代世界の形成・展開、現代1～6巻で第1次世界大戦およびそれ以後となっている。
- 編集委員：荒松雄、板垣雄三、岩見宏、太田秀通、越智武臣、斉藤孝、佐伯有一、佐藤長、柴田三千雄、西嶋定生、堀米庸三、護雅夫、弓削達
- A5判・上製（濃緑色カバー）・函入（針金止め）・本体価格1300円

1. 古代1 古代オリエント世界 地中海世界1
2. 古代2 地中海世界2
3. 古代3 地中海世界3 南アジア世界の形成
4. 古代4 東アジア世界の形成1
5. 古代5 東アジア世界の形成2
6. 古代6 東アジア世界の形成3 内陸アジア世界の形成
7. 中世1 中世ヨーロッパ世界1
8. 中世2 西アジア世界
9. 中世3 内陸アジア世界の展開1 東アジア世界の展開1
10. 中世4 中世ヨーロッパ世界2
11. 中世5 中世ヨーロッパ世界3
12. 中世6 東アジア世界の展開2
13. 中世7 内陸アジア世界の展開2 南アジア世界の展開
14. 近代1 近代世界の形成1
15. 近代2 近代世界の形成2
16. 近代3 近代世界の形成3
17. 近代4 近代世界の展開1
18. 近代5 近代世界の展開2
19. 近代6 近代世界の展開3
20. 近代7 近代世界の展開4
21. 近代8 近代世界の展開5
22. 近代9 帝国主義時代1
23. 近代10 帝国主義時代2
24. 現代1 第一次世界大戦
25. 現代2 第一次世界大戦直後
26. 現代3 1920年代
27. 現代4 世界恐慌期
28. 現代5 1930年代
29. 現代6 第二次世界大戦
30. 別巻 現代歴史学の課題
31. 総目次 総索引

## 第2次シリーズ（1997年 - 2000年）
1997年10月から2000年8月にかけて刊行された。全28巻および別巻からなる。これは岩波講座のなかで、一つのシリーズとしては2番目に多い刊行点数である。通史編（20巻）とテーマ編（7巻）から構成される。通史編では世界の各地域の各時期が割り当てられており、それぞれの論文は、特定の地域と時代についての全体構造を論じる「構造と展開」、国家の枠組みに収まりきらない地域や辺境などの特異点に着目する「境域と局所」、学会における論争的な問題を取り扱った「論点と焦点」に分かれて収められている。これに対し、テーマ編（第5巻・12巻・15巻・19巻・22巻・25巻・28巻）では、特定の時代に世界に共通してみられる事象に着目して、地域をこえた共時的連関を検討し、その世界史的意味を考える内容となっており、それぞれの論文は、「構造と展開」、地域をこえた交流や比較を行う「交流と比較」、「論点と焦点」に分かれて収められている。さらに、第1巻には全体を総括する役割を与えている。
第1次シリーズと異なって特定の時代区分は設けていないが、事実上の原始から中世にあたる16世紀以前に11巻、事実上の近世から現代にあたる16世紀以降に16巻を割り当てている。また第1次シリーズに比べて、アジア・イスラム世界の記述を増やし、西欧の記述の割合を下げるなどの特色を持つ。
- 編集委員：樺山紘一、川北稔、岸本美緒、斎藤修、杉山正明、鶴間和幸、福井憲彦、古田元夫、本村凌二、山内昌之
- A5判・上製（濃茶色カバー）・函入（型抜函）・本体価格3000円＋税

1. 世界史へのアプローチ
2. オリエント世界 - 7世紀
3. 中華の形成と東方世界 - 2世紀
4. 地中海世界と古典文明 前1500年 - 後4世紀
5. 帝国と支配 古代の遺産
6. 南アジア世界・東南アジア世界の形成と展開 - 15世紀
7. ヨーロッパの誕生 4 - 10世紀
8. ヨーロッパの成長 11 - 15世紀
9. 中華の分裂と再生 3 - 13世紀
10. イスラーム世界の発展 7 - 16世紀
11. 中央ユーラシアの統合 9 - 16世紀
12. 遭遇と発見 異文化への視野
13. 東アジア・東南アジア伝統社会の形成 16 - 18世紀
14. イスラーム・環インド洋世界 16 - 18世紀
15. 商人と市場 ネットワークの中の国家
16. 主権国家と啓蒙 16 - 18世紀
17. 環大西洋革命 18世紀後半 - 1830年代
18. 工業化と国民形成 18世紀末 - 20世紀初
19. 移動と移民 地域を結ぶダイナミズム
20. アジアの〈近代〉 19世紀
21. イスラーム世界とアフリカ 18世紀末 - 20世紀初
22. 産業と革新 資本主義の発展と変容
23. アジアとヨーロッパ 1900年代 - 20年代
24. 解放の光と影 1930年代 - 40年代
25. 戦争と平和 未来へのメッセージ
26. 経済成長と国際緊張 1950年代 - 70年代
27. ポスト冷戦から21世紀へ 1980年代 -
28. 普遍と多元 現代文化へむけて
29. 別巻 総目次・文献索引

## 第3次シリーズ（2021年 - 2023年）
全24巻で2021年10月から刊行開始、2023年11月に完結。論文は対象地域・時代の通史を描く「展望」（Perspective）、通史の中で特に問題となるテーマを掘り下げる「問題群」（Inquiry）、個別的なテーマで時代像を補完する「焦点」（Focus）に分かれて収められている。
近代以前の南北アメリカ大陸、アフリカ、太平洋地域に各1巻を設け、また第2次シリーズまで別々の巻として扱われていた原始・古代から中世の西アジア（北アフリカ含む）史およびヨーロッパ史は、4巻にわたり環地中海世界として共通の巻で構成されている。
- 編集委員：荒川正晴、大黒俊二、小川幸司、木畑洋一、冨谷至、中野聡、永原陽子、林佳世子、弘末雅士、安村直己、吉澤誠一郎
- A5判・上製（カバー）・本体価格3520円

1. 世界史とは何か
2. 古代西アジアとギリシア　～前1世紀
3. ローマ帝国と西アジア　前3～7世紀
4. 南アジアと東南アジア　～15世紀
5. 中華世界の盛衰　～4世紀
6. 中華世界の再編とユーラシア東部　4～8世紀
7. 東アジアの展開　8～14世紀
8. 西アジアとヨーロッパの形成　8～10世紀
9. ヨーロッパと西アジアの変容　11～15世紀
10. モンゴル帝国と海域世界　12～14世紀
11. 構造化される世界　14～19世紀
12. 東アジアと東南アジアの近世　15～18世紀
13. 西アジア・南アジアの帝国　16～18世紀
14. 南北アメリカ大陸　～17世紀
15. 主権国家と革命　15～18世紀
16. 国民国家と帝国　19世紀
17. 近代アジアの動態　19世紀
18. アフリカ諸地域　～20世紀
19. 太平洋海域世界　～20世紀
20. 二つの大戦と帝国主義Ⅰ　20世紀前半
21. 二つの大戦と帝国主義Ⅱ　20世紀前半
22. 冷戦と脱植民地化Ⅰ　20世紀後半
23. 冷戦と脱植民地化Ⅱ　20世紀後半
24. 二一世紀の国際秩序

## 類似の叢書（講座）
岩波講座と同様に、多数の研究者が書き下ろした専門的な内容の論文が並んで世界史の全時代をカバーする形式の類似の叢書（講座）としては、次のようなシリーズが存在する。このうち歴史学研究会が編集した『講座世界史』は、同じく歴研などが編集する『講座日本史』シリーズの事実上の姉妹編に当たるが、ほとんどが15世紀以降の時代に割り当てられている。
- 民主主義科学者協会歴史部会編『世界歴史講座』（全6巻、三一書房、1953-54年）
- 尾鍋輝彦・上原専禄・江口朴郎・山本達郎〈監修〉『世界史講座』（全8巻、東洋経済新報社、1954-56年）
- 歴史学研究会編『講座世界史』（全12巻、東京大学出版会、1995-96年）